# Яглинг, Виктория Борисовна
Викто́рия Бори́совна Я́глинг (фин. Victoria Yagling, реже — фин. Victoria Jagling; 14 мая 1946, Москва — 1 августа 2011, Хельсинки) — советская виолончелистка, композитор и педагог; лауреат международных конкурсов виолончелистов; заслуженная артистка РСФСР (1990), профессор. С 1990 года жила и работала в Хельсинки (Финляндия).

## Биография
Родилась в семье художественной интеллигенции. В 1951 г. окончила районную музыкальную школу (педагог по классу виолончели — Давид Григорьевич Дегтяр). В 1952—1960 гг. училась в Специальной музыкальной школе-десятилетке им. Гнесиных (педагог по классу виолончели — Иван Платонович Волчков). С 1952 г. начала сочинять музыку, первым учителем композиции был композитор Виктор Аркадьевич Белый. В 1960—1961 училась в музыкальной школе-семилетке при Музыкальном училище при Московской консерватории (педагог — Яков Павлович Слободкин); в 1961—1964 гг. — в музыкальном училище при Московской консерватории (педагог — профессор Мстислав Леопольдович Ростропович, ассистент — Лев Борисович Евграфов; класс композиции Дмитрия Борисовича Кабалевского). В 1962 г. дебютировала с оркестром в Большом зале Московской консерватории — исполнила Вариации на тему рококо П. И. Чайковского.
В 1964—1969 гг. училась на исполнительском и композиторском факультетах Московской консерватории у профессора М. Л. Ростроповича (класс виолончели), Дмитрия Борисовича Кабалевского (ассистент Александр Иванович Пирумов) и Тихона Николаевича Хренникова (класс композиции).
В 1969—1979 гг. — преподаватель по классу виолончели в Музыкальном училище при Московской консерватории. В 1972 г. окончила исполнительскую аспирантуру Московской консерватории, педагог — профессор Мстислав Ростропович. В 1975 г. защитила диплом по композиции (1-й Концерт для виолончели с оркестром). С 1979 г. член Союза композиторов СССР (Московское отделение).
В 1980—1990 гг. работала солисткой Московской филармонии; одновременно преподавала в Институте им. Гнесиных. В период 1980—1988 гг. по неизвестным причинам ей был запрещён выезд на гастроли в капиталистические страны.
С 1990 г. преподавала в Академии им. Яна Сибелиуса в Хельсинки, профессор по классу виолончели; среди выпускников класса много победителей международных конкурсов виолончелистов. Проводила мастер-классы в Англии, Германии, Финляндии, Чехии, Словакии, Польше и Южной Корее, а также принимала участие в работе жюри многих международных конкурсов виолончелистов.

### Семья
Отец — Борис Львович Яглинг (1909—1948), прозаик, публицист, сценарист (фильм «День нового мира», СССР, 1940), драматург и военный журналист.
Мать — Эминэ Абдуловна Яглинг (урожд. Шакулова, 1913—2001), инженер-гидрогеолог, художник, скульптор (деревянные скульптуры).
Отчим — Илья Львович Френкель (1903—1994) — поэт, прозаик (книга воспоминаний «Река времен». — М.: Советский писатель, 1984), военный журналист, автор текстов песен «Заводы, вставайте!», «В защиту мира», «Давай закурим», «Одесский порт». Заменил Виктории безвременно ушедшего из жизни отца и оказал значительное влияние на формирование её личности.
Сын — Виктор Шестопал (род. 1975), пианист.
В круг близких друзей семьи Яглинг-Френкель входили поэты Арсений Тарковский, Аркадий Штейнберг, Михаил Светлов, Степан Щипачев, Марк Лисянский, Александр Ревич, Александр Яшин, Вероника Тушнова, Михаил Дудин, прозаики Константин Паустовский и Лев Славин, сатирик Владимир Поляков (сценарий фильма «Карнавальная ночь»), композиторы Виктор Белый, Георгий Свиридов.

## Творчество

### Исполнительская деятельность
После победы на I международном конкурсе виолончелистов им. Гаспара Кассадо во Флоренции (1969) началась интенсивная концертная деятельность виолончелистки. Выступала с сольными программами, а также с виднейшими оркестрами СССР, Европы, Азии и Америки под управлением Антонио Педротти, сэра Коллина Дэвиса, Курта Зандерлинга, Ханса Графа, Фабио Луизи, Сержа Бодо, Владимира Федосеева, Мстислава Ростроповича, Геннадия Рождественского, Эри Класса, Дмитрия Китаенко, Александра Дмитриева, Василия Синайского, Михаила Плетнёва и др.
Играла в ансамбле с пианистами Наумом Штаркманом, Фридой Бауэр (известной многолетними выступлениями в дуэте с Давидом Ойстрахом), Михаилом Плетнёвым, Галиной Ширинской, Владимиром Сканави. С 1988 года постоянно выступала с сыном — пианистом Виктором Шестопалом.

### Композиторская деятельность
В 1980-х годах в СССР были изданы многие произведения В.Яглинг:
- клавиры 1-го и 2-го Концертов для виолончели с оркестром,
- 6 пьес для детей (для фортепиано),
- 3 сонета для меццо-сопрано и фортепиано на слова Луиса Камоэнса (в переводе с португальского Владимира Резниченко),
- Соната для виолончели и фортепиано № 3,
- Сюита для виолончели соло № 1.

В 1982 г. Сюита для виолончели соло № 1 была обязательным произведением для виолончелистов на втором туре VII международного конкурса им. П. И. Чайковского. Запись финала Сюиты в исполнении победителя конкурса Антониу Менезиса выпущена фирмой «Мелодия» в серии «VII Международный конкурс им. П. И. Чайковского».
С 2000 года В. Яглинг активно сотрудничала с нотным издательством Fennica Gehrman (Хельсинки), которое издавало большинство её произведений.

### Записи
Фирмой «Мелодия» были выпущены записи многих выступлений В. Яглинг, а также исполнений её произведений: I концерт для виолончели с оркестром, Сюита для виолончели и струнного оркестра и др.
Студийные и трансляционные записи выступлений В. Яглинг хранятся в фондах Московского Радиокомитета, в фондах теле- и радиостанций Германии, Италии, Чехии, Словакии, стран бывшей Югославии. в архивах фирм «Мелодия», «Русский диск» и др.

### Избранные публикации
- Уроки большой музыки // Дмитрий Кабалевский, творческие встречи, очерки, письма. — М.: Советский композитор, 1974. — статья о Д. Б. Кабалевском
- Мой первый учитель// В. А. Белый, очерк жизни и творчества, статьи, воспоминания, материалы. — М.: Советский композитор, 1987. — статья о В. А. Белом
- […] // Владимир Федосеев. — М.: Музыка, 1989. — статья о В. И. Федосееве
- […] // Wilson E. Mstislav Rostropovich, Cellist, Teacher, Legend. — Faber & Faber, 2007. — P. 269—278. — статья о Мстиславе Ростроповиче  (англ.)

## Премии и звания
- 1969 — I премия и специальный приз Антонио Янигро на I международном конкурсе виолончелистов им. Гаспара Кассадо во Флоренции (Италия).
- 1970 — II премия и серебряная медаль на IV международном конкурсе им. П. И. Чайковского в Москве.
- 1990 — Заслуженная артистка РСФСР.

## Отзывы
Игру Виктории Яглинг отличает тонкое профилирование музыкальных линий, тщательная отделка деталей, техническая свобода. Если прибавить к этому фундаментальность её музыкального багажа и разносторонность знаний, то станет ясно, что перед молодой артисткой открываются прекрасные перспективы— Мстислав Ростропович